# 松本礼太
松本 礼太（まつもと れいた、1999年9月18日 - ）は、日本の男子プロバスケットボール選手である。B3リーグの徳島ガンバロウズ所属。

## 来歴
福岡第一高校から東海大学に進み、4年時の2022年2月に琉球ゴールデンキングスに特別指定選手として加入。
卒業後、琉球ゴールデンキングスと正式契約。
2023年、茨城ロボッツと契約。
2024年10月、越谷アルファーズと契約。しかし同年12月27日に契約解除となり、以降は練習生としてチームに帯同することとなった。
2025年1月31日に大阪エヴェッサと選手契約を結んだ。
2025年6月11日に徳島ガンバロウズと契約。